# Ocaña (artista)
José Pérez Ocaña (Cantillana, Sevilla, 24 de marzo de 1947 - Sevilla, 18 de septiembre de 1983), más conocido como Ocaña, fue un performer, artista, pintor y activista por los derechos LGBT español.
Ocaña fue una figura central en la escena contracultural de Barcelona durante la transición española, en un momento de especial vitalidad de la misma. Sus performances y acciones artísticas, así como su propia vida, han sido consideradas pioneras de las prácticas de desobediencia sexual y de género en España, y han sido revindicadas tanto desde el ámbito del activismo queer como del de la historiografía del arte. Asimismo, destacó como icono de desafío a las convenciones sociales del franquismo desde una perspectiva libertaria.

## Biografía
Nació en Cantillana, un pueblo de la provincia de Sevilla. Homosexual visible, abandonó en 1971 su localidad natal para trasladarse a Barcelona, donde desarrollaría su vida artística y ejercería el oficio de pintor decorativo para subsistir.
Su obra abarcó la pintura, la artesanía, la instalación y las acciones públicas. Estas últimas, junto a su vida como personaje visible en la Barcelona contracultural del momento, gozaron de especial popularidad. Era un personaje habitual de las Ramblas, donde paseaba travestido junto a amigos y colaboradores como Camilo o Nazario. Sus actuaciones y paseos tenían un carácter disruptivo de las convenciones sociales y los estereotipos de género del tardofranquismo, lo que ha llevado a que sea considerado un precedente del activismo queer.
Ocaña, que se identificaba como anarquista, realizó junto a Camilo y Nazario un ballet no programado durante las Jornadas Libertarias Internacionales de 1977, celebradas en el parc Güell y convocadas por la CNT. La actuación, que contenía numerosos elementos sexuales, satíricos y del folclore andaluz, fue condenada por la dirección estatal de la CNT, a lo que los organizadores respondieron amenazando con dimitir si no se les autorizaba a repetirla el resto de días. Tras ello, Ocaña comenzó a definirse como "libertataria" para distanciarse de la ortodoxia anarcosindicalista.
En 1977 participó también en la primera manifestación del Orgullo en Barcelona, donde su apariencia poco normativa también fue polémica. El año siguiente fue detenido en las Ramblas junto a Nazario y posteriormente apaleado, desencadenando una manifestación por su liberación y la de otros compañeros.
En su obra y estética incorporó numerosos elementos de la religiosidad popular andaluza, resignificándolos como elementos contraculturales e incorporándolos en su obra. Además de en sus actuaciones, destaca la centralidad de estos elementos en las exposiciones Un poco de Andalucía (Galería Mec-Mec, 1977) y La Primavera (Antiguo Hospital de la Santa Creu, 1982).
En el ámbito del cine, protagonizó los documentales Ocaña, retrato intermitente (1978), dirigido por Ventura Pons, y Ocaña, der Engel, der in der Qual singt (1979), dirigido por Gérard Courant. En los años siguientes protagonizó la película Manderley (1981) y el cortometraje Silencis (1982). El documental póstumo Ocaña, la memoria del sol (2009) analizó su figura a partir de material de archivo, imágenes y testimonios inéditos.
En septiembre de 1983 regresó a Cantillana para celebrar unas fiestas infantiles de la Semana de la Juventud y reunirse con su familia. Allí confeccionó y vistió un disfraz elaborado con papel y tela, que incluía un sol elaborado de papel maché con bengalas adosadas. Este prendió y sufrió quemaduras graves. Aunque las quemaduras fueron curándose progresivamente, el debilitamiento general de su organismo provocó un recrudecimiento de su antigua hepatitis, falleciendo por esta causa el 18 de septiembre de 1983.

## Homenajes

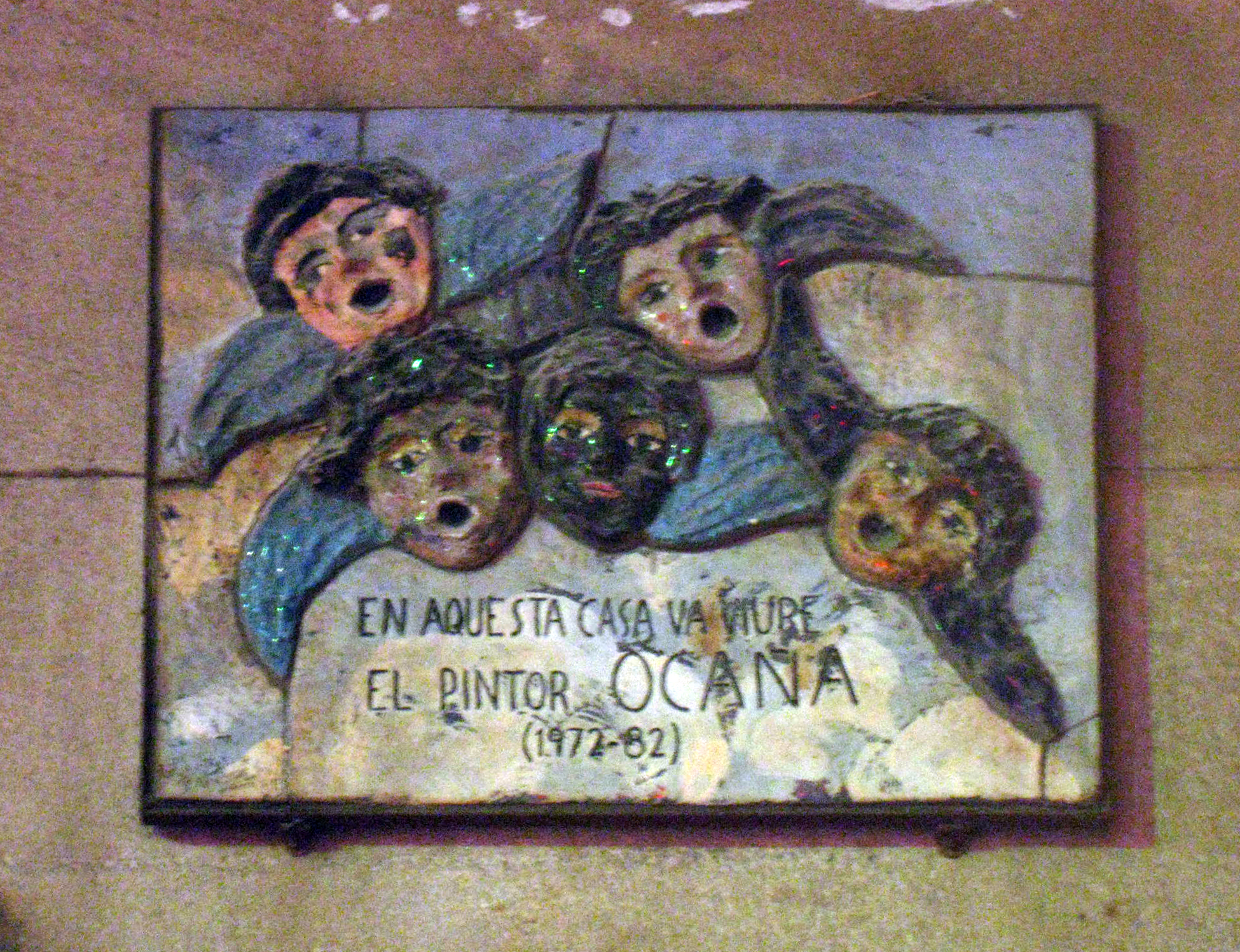
Placa en la casa de la Plaza Reial de Barcelona donde vivió Ocaña.

En el ámbito artístico, Ocaña ha sido objeto de diferentes homenajes por parte de artistas contemporáneos y de generaciones posteriores. El historietista Nazario le rindió homenaje en el cómic Alí Babá y los 40 maricones. Carlos Cano le dedicó la canción "Romance a Ocaña" (1985), posteriormente versionada por María Dolores Pradera. 
En el ámbito del teatro, en 1986 se publicó Ocaña, el fuego infinito, de Andrés Ruiz, que se representó en La Habana y obtuvo el Premio Nacional de Teatro Calderón de la Barca. Marc Rosich le dedicó la obra Copi i Ocaña al Purgatori (2015), y Unai Izquierdo, Ocaña (2017).En 2019 se estrenó en la ópera de Neukölln la pieza musical Ocaña, Königin der Ramblas, dirigida por Rosich.Desde 2010 el Museo Reina Sofía acoge el Archivo José Pérez Ocaña.
En el ámbito institucional le fue concedido en 2014 el Premio Honorífico Adriano Antinoo en reconocimiento de su activismo.
En 2018 se inauguró el Centro de Interpretación Ocaña de Cantillana en su localidad natal,que acoge  54 pinturas del artista, fotografías, esculturas y carteles, objetos personales y vídeos con las obras e instalaciones.  Buena parte de sus fotos son de la fotógrafa Colita, que donó en 2020 al museo.  En 2019 el ayuntamiento de la localidad creó el Premio Nacional de Pintura Ocaña.
El pleno del Ayuntamiento de Sevilla, del 15 de octubre de 2020, acordó concederle una calle en la capital andaluza, en la que instaló un monolito en homenaje a su figura.
En 2024 se estrenó en TVE, Yo, Ocaña, documental sobre su vida y su obra, dirigido por Gemma Soriano y Pilar Granero, con datos no conocidos hasta ahora. Participan, entre otros, los hermanos del artista, Jesús y Rafael Pérez Ocaña, Nazario Luque, la fotógrafa Marta Sentís y la galerista francesa y también amiga Annick Jaccard-Beugnet, que aporta al largometraje unas grabaciones sonoras inéditas de Ocaña, para un libro de memorias que nunca vio la luz. 

## Obra

### Cine
- Show de otoño (Carles Comas, 1976).
- Ocaña, retrato intermitente (Ventura Pons, 1978).
- Ocaña, der Engel, der in der Qual singt (Gérard Courant, 1979).
- Manderley (Jesús Garay, 1981).
- Silencis (Xavier-Daniel, 1982).

### Exposiciones
- Un poco de Andalucía. Galería Mec-Mec (1977).[16]
- La Primavera. Antiguo Hospital de la Santa Creu (1982).[16]
- Incienso. Museo Municipal de Santander (1983).[34]
- Ocaña 1973-1983: Acciones, actuaciones, activismo. La Virreina, Centro Cultural Montehermoso Kulturunea (2011).[35]
- Entorn Ocaña. Fundació Setba (2009).[36]
- Àngels i dimonis. Fundació Setba (2012).[37]
- Viaje al fin de la Tierra. Ocaña, serie ''Galicia, 1976-1979''. Cavecanem (2014).[38]
- La gran primavera andaluza de Ocaña. Antología de la obra pictórica de José Pérez Ocaña 1947-1983. Palacio de la Merced (2016).[39]
- Ocaña, la pintura travestida. Espacio Turina (2017).[40]
- La Ocaña. Galería Mayoral (2024).[41]